# Hbit
Hbit (tiếng Ả Rập: الهبيط, đôi khi đánh vần là Hobait, al-Hubait hoặc al-Habit) là một thị trấn Syria nằm ở Khan Shaykhun Nahiyah ở huyện Maarrat al-Nu'man, Idlib. Theo Cục Thống kê Trung ương Syria (CBS), Hbit có dân số 10.144 người trong cuộc điều tra dân số năm 2004. Các địa phương gần đó bao gồm Kafr Nabudah ở phía tây, Khan Shaykhun ở phía đông và Kafr Zita và Al-Lataminah ở phía đông nam.

## Lịch sử

### Nội chiến Syria
Theo Al-Masdar News, nhóm Tahrir al-Sham liên kết với al-Qaeda có trụ sở tại làng. Vào ngày 3 tháng 4 năm 2017, HQ đã được nhắm mục tiêu với các tên lửa dẫn đường được bắn từ hai máy bay Sukhoi Su-25 của Nga. Theo Mạng lưới Nhân quyền Syria, hai đứa trẻ Ahmad và Mariam Abdulla al-Abood đã bị giết bởi tên lửa bắn từ máy bay Nga. Vào buổi tối, Mohamed Rashid, phát ngôn viên của Jaysh al-Nasr (thuộc Quân đội Chiến thắng) của FSA cho biết, "chế độ Assad đã tiến hành một cuộc tấn công clo" vào làng. Các nhà hoạt động địa phương cho biết, "máy bay trực thăng chế độ" đã thả hai thùng chứa khí độc vào làng, giết chết "hai đứa trẻ trong cùng một gia đình" và làm bị thương thêm 20 người nữa.